# 長野県道414号中野飯山線
長野県道414号中野飯山線（ながのけんどう414ごう なかのいいやません）は、長野県中野市と飯山市を結ぶ一般県道。

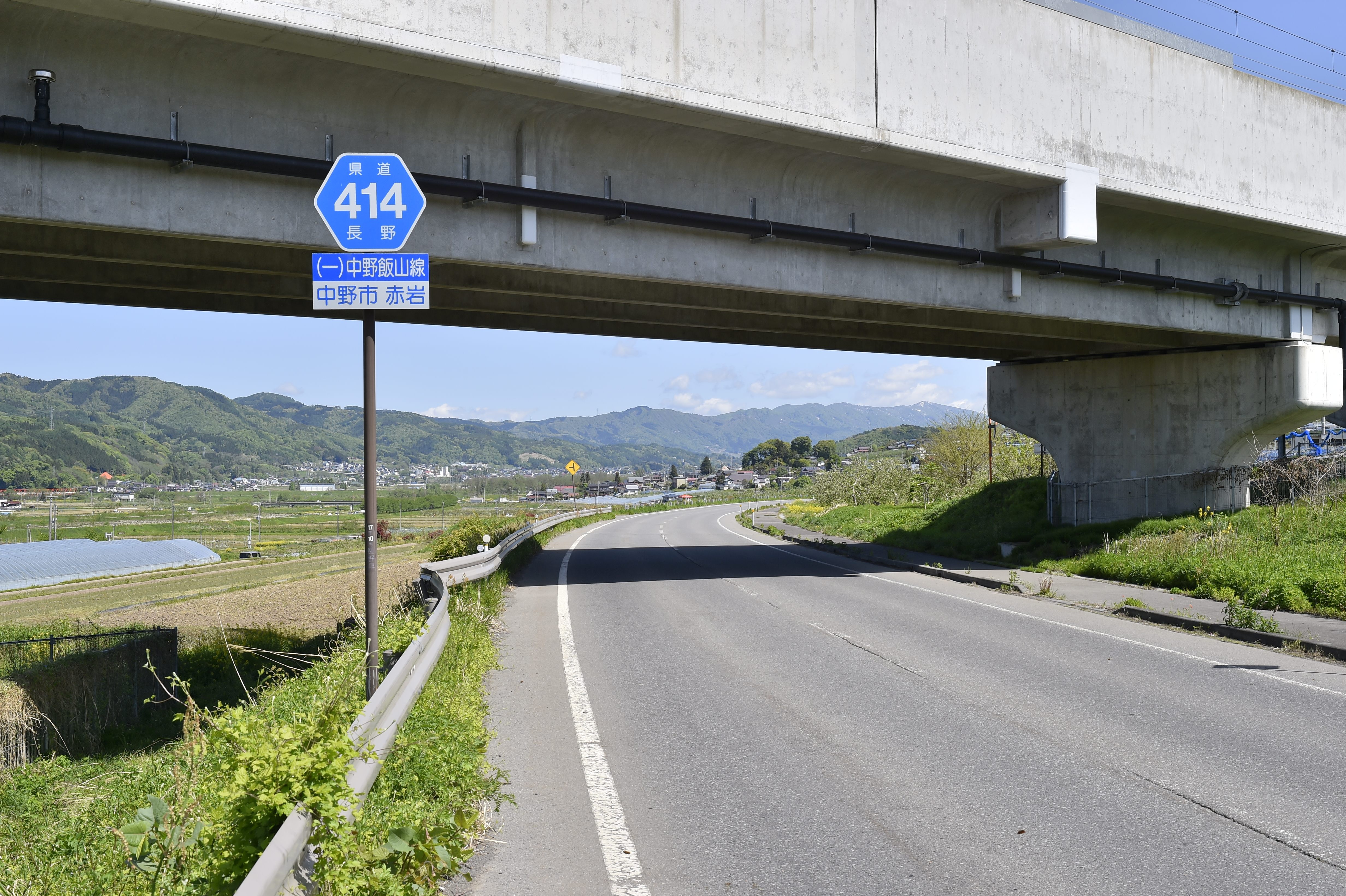
長野県道414号中野飯山線
中野市赤岩（2022年5月）

## 概要
中野市と飯山市とを西側の田園地帯を抜けて結ぶ国道292号・国道117号に対して、本路線は東側の各集落を経て結んでいる。
北信地域の2都市を結ぶ比較的重要な路線でありながら、集落内を通るため狭隘な区間が多い。このため、旧長野電鉄河東線（木島線＝2002年（平成14年）廃止）の線路敷の一部を活用して赤岩バイパスと柳沢バイパスの整備が進められている。木島線の廃止代替バスである長電バス中野木島線も、本路線を経由して運行されている。

### 路線データ
- 起点：中野市新井（新井大道下交差点＝国道292号交点）
- 終点：飯山市木島（綱切橋東交差点＝長野県道38号飯山野沢温泉線交点）

### 主要構造物
- 笠原大橋（かさはらおおはし＝中野市笠原）
  - 全長：169.5m
  - 幅員：13.5m（車道2車線・片側歩道）
  - 夜間瀬川に架かる橋梁。前後のバイパス東笠原〜越工区（L=1,040m）の一部として2012年（平成24年）10月21日供用。このバイパスの開通により、本路線の狭隘区間は柳沢地籍〜田上地籍の約3kmを残すのみなった。

## 重複区間
- 長野県道355号壁田松崎線（中野市若宮付近・高社中学校東交差点間）

## 通過する自治体
- 中野市
- 飯山市

## 交差・接続する道路
- 新井大道下交差点（中野市新井＝起点）
  - 国道292号（一本木バイパス）
- （中野市若宮付近）
  - 長野県道355号壁田松崎線 - ※重複区間ここから
- 高社中学校東交差点（中野市金井）
  - 長野県道355号壁田松崎線 - ※重複区間ここまで
- 赤岩交差点（中野市赤岩）
  - 長野県道434号夜間瀬赤岩線
- 綱切橋東交差点（飯山市木島＝終点）
  - 長野県道38号飯山野沢温泉線

## 周辺
- 新井工業団地
- 中野市立高社中学校
- 高社山
- 千曲川
- 中野市立倭小学校（閉校）